# Lucio Calpurnio Bibulo
Lucio Calpurnio Bibulo (in latino Lucius Calpurnius Bibulus; ... – 31 a.C.) è stato un militare e scrittore romano durante gli ultimi anni della Repubblica nel I secolo a.C.

## Biografia
Lucio Calpurnio Bibulo era figlio di Marco Calpurnio Bibulo e di Porcia, figlia di Catone Uticense. Le uniche notizie pervenutaci riferiscono che dopo l'uccisione di Cesare passò dalla parte di Bruto e partecipò alla battaglia di Filippi. Perdonato da Antonio (come anche era successo per Orazio), passò successivamente al comando di questi, il quale gli diede il comando della flotta nel  36 a.C. e lo nominò governatore della Siria dal 34 a.C. al 32 a.C. Fu scrittore e amico di Orazio che lo cita nelle Satire (I, 10, v. 86) con altri illustri personaggi dell'epoca come: Plozio Tucca, Vario Rufo, Gaio Cilnio Mecenate, Virgilio, Valgio Rufo, Aristio Fusco, Asinio Pollione, Messalla Corvino.